# Harskamp (Naturschutzgebiet)
Koordinaten: 52° 14′ 54″ N, 7° 12′ 58″ O

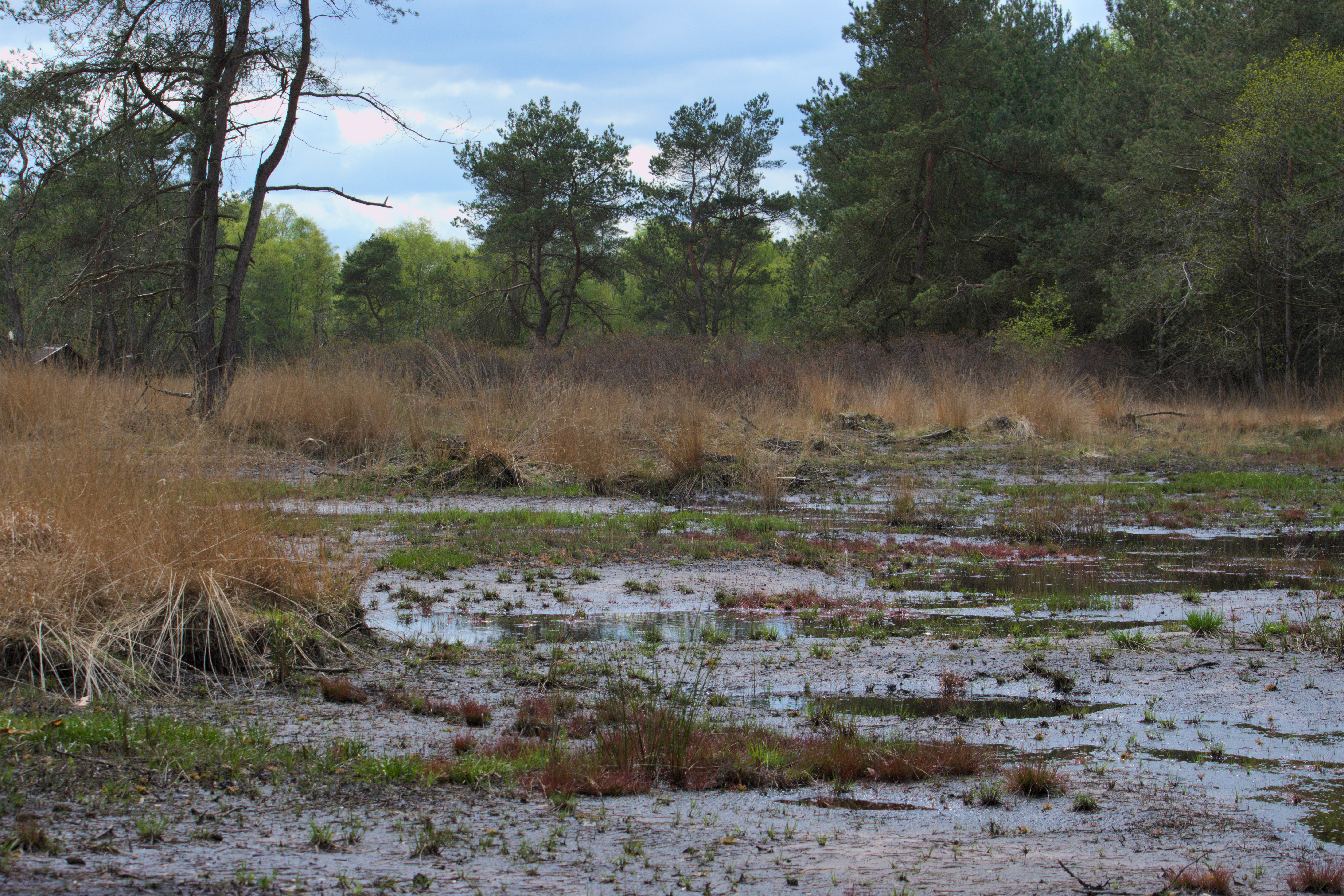
Naturschutzgebiet Harskamp (Mai 2015)

Das Naturschutzgebiet Harskamp liegt auf dem Gebiet der Stadt Ochtrup und der Gemeinde Wettringen im Kreis Steinfurt in Nordrhein-Westfalen. Das Gebiet erstreckt sich nordöstlich der Kernstadt Ochtrup und nordwestlich des Kernortes Wettringen. Westlich verlaufen die A 31 und die Landesstraße L 582, östlich verläuft die L 567. Die Landesgrenze zu Niedersachsen verläuft unweit nördlich.

## Bedeutung
Für Ochtrup und Wettringen ist seit 1952 ein 86,14 ha großes Gebiet unter der Kenn-Nummer ST-035 als Naturschutzgebiet ausgewiesen. Das Gebiet wurde unter Schutz gestellt zur Erhaltung, Entwicklung und Wiederherstellung von Lebensgemeinschaften und Biotopen, insbesondere von seltenen und z. T. stark gefährdeten landschaftsraumtypischen Pflanzen- und Tierarten in einer ehemaligen Heide-Feuchtwiesenlandschaft und von seltenen, zum Teil stark gefährdeten Wat- und Wiesenvögeln, Amphibien und Wirbellosen sowie Pflanzen und Pflanzengesellschaften dystropher Heideweiher, Feuchtheiden, Hochmoorkomplexen mit einem Übergangs- und Schwingrasenmoor auf Torfsubstraten sowie Feuchtgrünland.